# Отто Тольнаї
Отто Тольнаї (угор. Tolnai Ottó; 5 липня 1940, Каніжа — 27 березня 2025) — угорський письменник, представник угорської громади Воєводини.

## Біографія
1959 закінчив гімназію в Сенті, почав публікувати оповідання. 1959-1962 вивчав угорську філологію в Нові-Садському університеті. 1962 переїхав у Загреб вивчати філософію. Пройшов там само військову службу.
Повернувшись в Нові-Сад 1965, працював в авангардному літературному журналі Új Symposion, 1969-1972 — головний редактор. У 1974-1994 працював на місцевому радіо.

## Вірші
- 1963 Homorú versek
- 1967 Sirálymellcsont
- 1968 Valóban mi lesz velünk
- 1969 Agyonvert csipke
- 1973 Legyek karfiol
- 1973 Versek
- 1980 Világpor
- 1983 Сільський Орфей/ Vidéki Orfeusz
- 1986 Rokokokokó
- 1986 Gyökérrágó
- 1992 árvacsáth
- 1992 Пісні Вільгельма/Wilhelm-dalok, avagy a vidéki Orfeusz
- 1992 Versek könyve
- 2006 Ómama egy rotterdami gengszterfilmben
- 2010 Szeplötelen kis gepek csöpp fejedelmi jelvenyek

## Романи і розповіді
- 1969 rovarház
- 1970 Ördögfej
- 1972 Gogol halála
- 1983 Вулиця Віраг, дом 3/ Virág utca 3.
- 1987 Prózák könyve
- 1994 Kékítőgolyó. Új prózák könyve
- 1994 Június
- 2007 Помпейські коханці /Pompeji szerelmesek
- 2008 Grenadírmars: egy kis ízelt opus
- 2011 A tengeri kagyló

## Драми
- 1996 Végel(ő)adás

## Есе
- 1978 Sáfrány Imre
- 1992 A meztelen bohóc
- 1997 Rothadt márvány. Jugoplasztika

## Визнання
Твори Тольнаї перекладені англійською, німецькою, французькою, датською, польською, сербською, словенською мовами. На французьку його вірші перекладав Лоран Гаспар, на сербську — Данило Кіш. Тольнаї — лауреат численних премій, серед яких — премії Аттіли Йожефа (1991), Ендре Аді (1993), Тібора Дері (1995), Мілана Фюшта (1997), Міклоша Радноті (2000), Кошута (2007).

## Літаретура
- Thomka B. Tolnai Otto. Pozsony: Kalligram, 1994
- Tolnai-Symposion: tanulmányok Tolnai Ottó műveiről/ Thomka Beáta, ed. Budapest: Kijárat Kiadó, 2004
- Gyöngyi M. A nagy konstelláció: kommentárok Tolnai Ottó poétikájához. Pécs: Alexandria, 2005